# 近藤健一 (キュレーター)
近藤 健一（こんどう けんいち、1969年 - ）は、日本のキュレーター。森美術館に所属。

## 来歴
ロンドン大学ゴールドスミス校美術史修士課程修了。
2003年より森美術館に勤務する。ビル・ヴィオラやゴードン・マッタ＝クラークの映像作品上映プログラム（2015）などがある。
2010年には、ローマの非営利ギャラリー、サラ・ウノで若手日本人のビデオ・アート展を企画。2014年 - 2015年には、ベルリン国立博物館群ハンブルガー・バーンホフ現代美術館客員研究員を務める。
2005年より『ArtAsia Pacific』誌の日本デスクエディターも務めている。

## 展示企画
- 「MAMプロジェクト005：ジョン・ウッド＆ポール・ハリソン」（森美術館、2007年）
- 「英国美術の現在史：ターナー賞の歩み展」（森美術館、2008年）
- 「MAMプロジェクト009：小泉明郎」（森美術館、2009年）
- 「六本木クロッシング2010展：芸術は可能か？」（森美術館、2010年）
- 「アラブ・エクスプレス展：アラブ美術の今を知る」（森美術館、2012年）
- 「MAMプロジェクト018：山城知佳子」（森美術館、2012年）
- 「アンディ・ウォーホル：永遠の15分」（森美術館、2014年）
- 「カタストロフと美術のちから展」（森美術館、2018年）
- 「Chim↑Pom展：ハッピースプリング」（森美術館、2022年）